# Instituto de Ciencias de la Construcción Eduardo Torroja
El Instituto de Ciencias de la Construcción Eduardo Torroja o IETcc, perteneciente al Consejo Superior de Investigaciones Científicas, es un centro de investigación y asistencia científico-técnica en el ámbito de la construcción de España, localizado en Madrid.

## Historia[2]
En 1934, un grupo de arquitectos e ingenieros, entre los que destacaron José María Aguirre, Modesto López Otero, Manuel Sánchez Arcas y Eduardo Torroja, fundó en España el Instituto de la Construcción y la Edificación, con carácter privado. Se dedicó al estudio e investigación en el campo de la construcción y de sus materiales.
En 1946, la entidad se adhirió al Patronato Juan de la Cierva del Consejo Superior de Investigaciones Científicas y en 1949 se fusionó con el Instituto del Cemento, así se formó el Instituto Técnico de la Construcción y del Cemento, bajo la dirección de Eduardo Torroja.
En junio de 1961, falleció Eduardo Torroja, y en homenaje al mismo, su nombre se incorporó a la denominación oficial del Centro, denominándose Instituto Eduardo Torroja de la construcción y del cemento o IETcc, y más tarde Instituto de Ciencias de la Construcción Eduardo Torroja

## Departamentos
Los cinco departamentos que desarrollan sus trabajos en el IETcc:
| Departamentos                                              | Jefe Departamento        |
| ---------------------------------------------------------- | ------------------------ |
| Edificación y Habitabilidad                                | Manuel Olaya Adán        |
| Ingeniería Estructural y Mecánica de Materiales Compuestos | Ángel Arteaga Iriarte    |
| Químico-Física de Materiales de Construcción               | José Fullea García       |
| Síntesis, Caracterización y Estabilidad de Materiales      | Ángel Palomo Sánchez     |
| Sistemas Constructivos de la Edificación                   | Jesús María Rincón López |

## Formación
El Instituto Eduardo Torroja ofrece formación especializada, como por ejemplo la Cátedra instaurada con Zigurat Archivado el 19 de noviembre de 2009 en Wayback Machine., donde se combina la enseñanza con la investigación y el mundo laboral.